# Falketind
Falketind est une montagne située dans la municipalité de Årdal dans le comté de Vestland en Norvège. Elle appartient à la chaîne de montagnes de Jotunheimen, à l'intérieur de la zone de protection du paysage d'Utladalen.